# El casament
El casament (La Noce) és un oli sobre tela de 163 × 114 cm realitzat pel pintor francès Henri Rousseau vers l'any 1905 i dipositat al Museu de l'Orangerie de París.

## Context històric i artístic
El casament, un dels quadres més famosos de Rousseau, fou exposat l'any 1905 al Saló dels Independents. No es coneix la identitat dels personatges (llevat de, potser, Rousseau mateix, a la dreta darrere de la núvia), ni les circumstàncies concretes de la vida de l'artista amb les quals hom podria relacionar aquesta obra. El quadre segurament degué ser pintat a partir d'una fotografia de grup, de la qual imita la composició. Ací de nou els personatges i el fons són tractats com motius superposats i s'observen les simplificacions problemàtiques de l'artista: la núvia no toca de peus a terra, l'avi no està assegut de forma creïble sobre la soca... Però aquestes mostres de poca destresa no impedeixen en absolut que l'espectador es meravelli, ans al contrari, com ho demostra la descripció d'un crític dels anys vint del segle xx:
| « | "A El Casament, tota la composició obeeix a un ritme de línies verticals. No hi ha res que trenqui aquesta ascensió. Quina punyent solemnitat en l'atzur del cel, en l'arc triomfal que formen dues fileres d'arbres, les branques dels quals, de color fosc a l'esquerra, esdevenen d'argent a la dreta! Sobre aquest fons prestigiós destaca amb força el grup endiumenjat de la família en festa que, amb els seus negres de vellut que s'apaivaguen en un marró clar o en un blau tendre, emmarquen la núvia de blanc. Cada personatge té una silueta precisa. Els trets de tots ells segueixen un esquema tan infantil com uniforme, però vivificat per una expressió intensament diferenciada. El dibuix és el d'un imatger primari; però les seues formes reals adquireixen la mateixa grandesa i s'il·luminen amb les mateixes coloracions màgiques que tenen, en llur sumptuós decorat, les figures idealitzades dels frescs medievals. Amb tot, l'espiritualitat de l'obra és profundament popular. Com són d'entendridors, al costat de la núvia, l'avi vestit amb brusa i l'anciana tapada amb un xal i una còfia blanca! Com ens recorden els retrats dels donants dels exvots pintats pels mestres primitius! En primer terme, el gos, d'una poca traça graciosa, afegeix la seua nota a la simfonia dels negres que canten les camises, les americanes, els bigotis refilats; mentre que les pitreres emmidonades i el vestit nupcial il·luminen la composició amb llur cerimoniosa blancor." | » |

## Descripció
A primera vista, sembla que hom està contemplant el retrat fotogràfic d'un casament: els models, abillats formalment, posen per al fotògraf. No obstant això, i curiosament, la núvia sembla surar en l'aire i el seu vel se superposa al vestit de l'àvia, la qual cosa contradiu la perspectiva suggerida per la posada en escena dels personatges de la composició. Malaptesa? No, de fet, és un error intencional per part de Rousseau, ja que aquesta part fou repintada.
D'altra banda, Rousseau juga amb la introducció d'un element estrany en el món real: el gos, en primer pla i còmicament maldestre i sobredimensionat, actua com un dispositiu per a centrar l'atenció dels ulls de l'espectador en aquesta composició.
A més, tot el grup es troba emmarcat per arbres estilitzats que són massa petits i tenen un fullatge inversemblant. El cel és d'un blau intens, immaterial i eteri. Els arbres i els fons formen com una mena de màndorla al voltant del grup fins al punt que suggereix les figures idealitzades dels frescos medievals.